# Gandalf Award
Der Gandalf Award war ein Literaturpreis für Fantasyliteratur, der von 1974 bis 1981 vergeben wurde. Er wurde nach Gandalf, dem Zauberer aus J. R. R. Tolkiens Der Herr der Ringe, benannt und von Lin Carter und der Swordsmen and Sorcerers’ Guild of America, einer Autorenvereinigung von Fantasy-Autoren, gesponsert. Die Gewinner wurden von den Teilnehmern der World Science Fiction Convention nach demselben Prinzip wie der Hugo Award gewählt.

## Kategorien
Der Gandalf Award wurde in 2 Kategorien verliehen:
- dem Gandalf Grand Master Award für das Lebenswerk im Bereich der Fantasyliteratur und
- dem Gandalf Award for Book-Length Fantasy für Fantasy-Bücher.

Der Gandalf Grand Master Award wurde durchgängig von 1974 bis 1981 verliehen. Der erste Gewinner war J. R. R. Tolkien, von den sieben folgenden Gewinnern waren vier Mitglieder der Swordsmen and Sorcerers' Guild of America, nämlich Fritz Leiber, Lyon Sprague de Camp, Andre Norton und Poul Anderson.
Der Gandalf Award for Book-Length Fantasy wurde nur in den Jahren 1978 und 1979 vergeben. Danach wurde auf eine weitere Verleihung verzichtet, da der Preis mit dem Hugo Award konkurrierte, der damals ebenfalls für Fantasyliteratur vergeben wurde.

## Ende des Gandalf Award
Mit der Verschlechterung von Lin Carters Gesundheitszustand in den späten 1980er Jahren verlor auch der Gandalf Award an Bedeutung. Seine Funktion wird heute von dem ehemals rivalisierenden World Fantasy Award erfüllt, der erstmals 1975 verliehen wurde. Dieser ehrt mit seinen Kategorien ebenfalls zum einen das Lebenswerk eines Autors, zum anderen einzelne Werke, was den beiden Kategorien des Gandalf Awards entspricht. Im Jahr 1981 wurde der Gandalf Award das letzte Mal verliehen.

## Preisträger des Gandalf Grand Master Award
Die Preisträger des Gandalf Grand Master Award waren:
- 1974 – J. R. R. Tolkien
- 1975 – Fritz Leiber
- 1976 – Lyon Sprague de Camp
- 1977 – Andre Norton
- 1978 – Poul Anderson
- 1979 – Ursula K. Le Guin
- 1980 – Ray Bradbury
- 1981 – Catherine Lucile Moore[4][5]

## Preisträger des Gandalf Award for Book-Length Fantasy
- 1978 – Das Silmarillion, J. R. R. Tolkien, herausgegeben von Christopher Tolkien
- 1979 – The White Dragon, Anne McCaffrey